# Tolo (arqueologia)

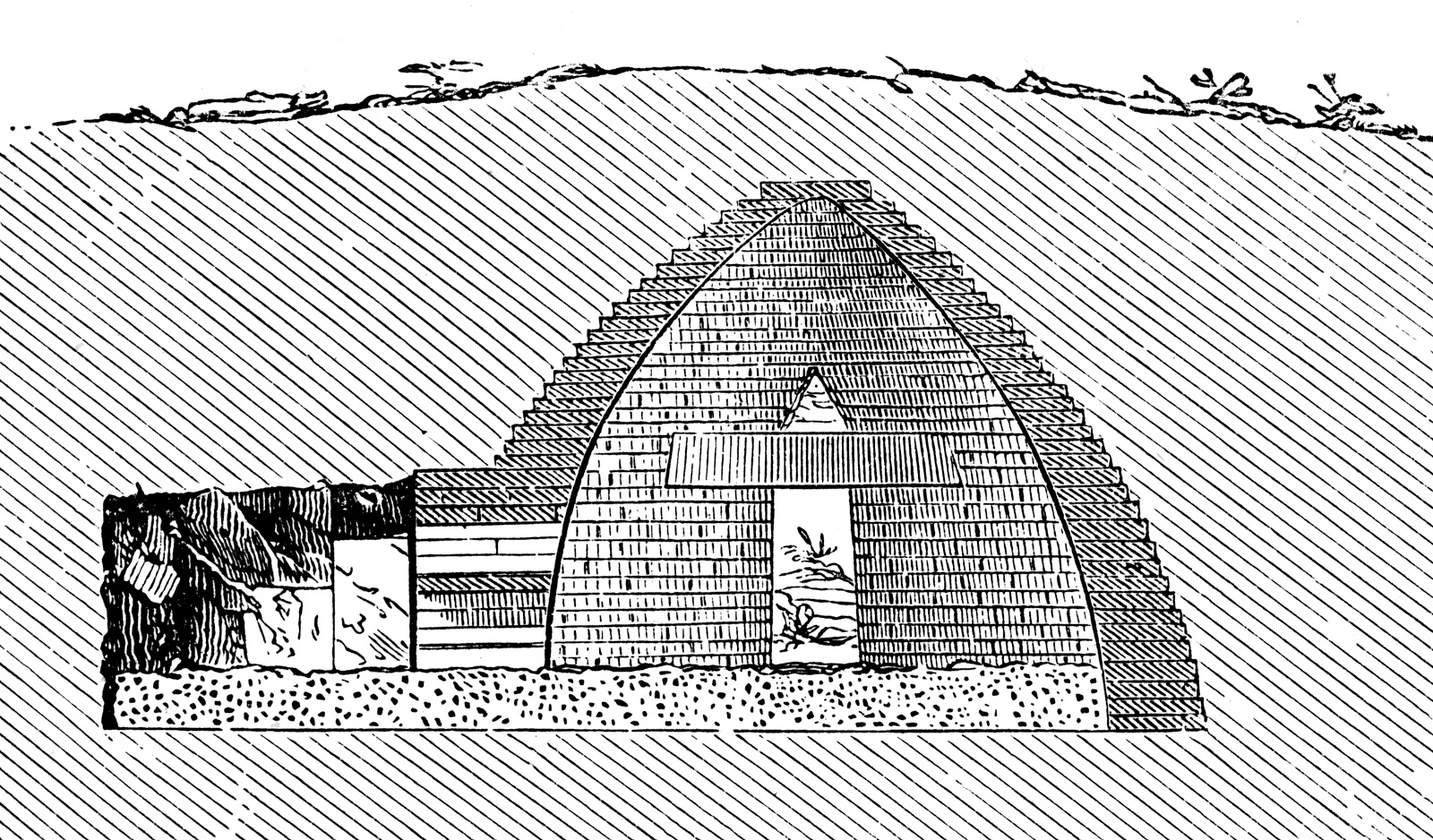
Corte esquemático do Tesouro de Atreu, um importante tolo em Micenas

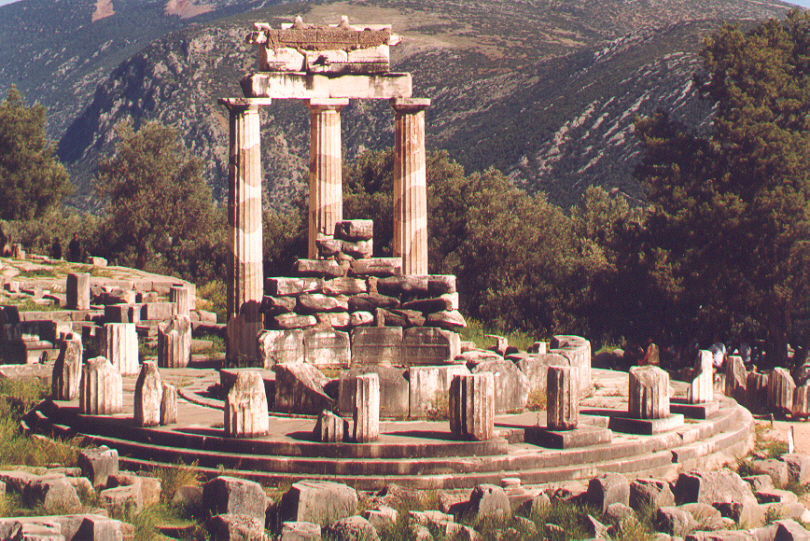
Ruínas do tolo de Delfos

Tolo (em grego clássico: θόλος; romaniz.: thólos; θόλοi, tóloi) designava um edifício circular, como o que em Atenas era a sede do Pritaneu (Πρυτανεiον), ou seja, a sede do governo da cidade (Πόλiς). Depois a palavra tolo foi usada para nomear todos os monumentos religiosos de forma circular, templos ou sepulturas, como o Templo de Vesta na Roma Antiga.
Também certos monumentos megalíticos da pré-história podem ser chamados de tolos ou monumentos de falsa cúpula. Na pré-história, os tolos, apesar de terem também  uma  câmara, corredor e mamoa,  diferem dos dólmens pela forma como foram construídos. Em vez de terem uma lage de grandes dimensões a cobrir a cúpula, apresentam apenas pequenas lages de xisto, o que tornava a cúpula da câmara menos resistente. Para diminuir o perigo de abatimento, utilizava-se por vezes um pilar de madeira a suster a cúpula. Apresentam também o corredor formado por esteios ou por pequenas lages, formando uma espécie de muro. Em Portugal os tolos conhecidos apresentam sempre um corredor, sendo geralmente comprido.
Tolo designa também um tipo de câmara funerária típica da Civilização Micénica e, ainda, um tipo de templo grego de planta circular e rodeado de colunas.